# 최동열
최동열(1999년 5월 1일~)은 대한민국의 수영 선수로 주 종목은 평영이다.

## 경력
1999년 부산광역시에서 태어났다. 백산초, 내성중, 부산체고를 졸업했다.
2022년에 처음으로 대한민국 수영 국가대표로 발탁되었다. 같은 해 6월 헝가리 부다페스트에서 열린 2022년 세계 선수권 대회에 참가했으며 50m 평영에 출전했다. 그는 준결승까지 올랐고 9위를 기록했다.
2023년 7월 일본 후쿠오카에서 열린 2023년 세계 선수권 대회에 참가했으며 50m 평영 예선 19위, 100m 평영 준결승 11위에 올랐다. 같은 해 9월 중국 항저우에서 열린 2022년 아시안 게임에 참가했다. 그는 첫 경기인 남자 혼계영에서 평영 주자로 출전하여 중국의 뒤를 이어 은메달을 획득했다. 또한 혼성 혼계영에서도 출전하여 중국과 일본의 뒤를 이어 동메달을 획득했다. 그는 단체 경기 외에 개인 종목에서 동메달 2개를 획득했다. 그는 남자 50m 평영 종목에서 26.93초의 기록으로 중국의 친하이양과 쑨자쥔의 뒤를 이어 동메달을 획득했고 100m 평영 종목에서는 59.28초의 대한민국 신기록과 함께 중국의 친하이양과 옌쯔베이의 뒤를 이어 동메달을 획득했다.
2024년 2월 카타르 도하에서 진행중인 2024년 세계 선수권 대회에 출전했으며 100m 평영에서 59.74초의 기록으로 준결승 11위에 올랐다.